# 辻野晃一郎
辻野 晃一郎（つじの こういちろう、1957年7月10日 - ）は、日本の技術者、実業家。Google日本法人元代表取締役社長。北九州市アドバイザー。学位は工学士および工学修士（慶應義塾大学）。

## 概要
父は三菱化成顧問を務めた辻野坦（ひろし）。母方の祖父は新出光創業者・初代社長の出光弘。出光佐三は大伯父。出光計助は大叔父。出光昭介、出光裕治、出光昭は従叔父。大和勝は従伯父。別所純子は従叔母。出光豊、出光芳秀は叔父。出光秀一郎は従弟。妹の夫は連健夫。               
幼少期を福岡県北九州市で過ごす。新潟大学教育学部附属高田小学校、新潟大学教育学部附属高田中学校、東京学芸大学教育学部附属小金井中学校（中2編入）、東京学芸大学教育学部附属高等学校を経て、1982年に慶應義塾大学工学部を卒業。1984年に慶應義塾大学大学院工学研究科修士課程を修了し、ソニーに入社。1988年にカリフォルニア工科大学大学院電気工学科を修了。エレクトロニクス関連事業の責任者やカンパニープレジデントを歴任した後、2006年3月にソニーを退社。翌年、グーグルに入社し、2009年1月からグーグル日本法人代表取締役社長を務める。2010年4月にグーグルを退社し、アレックス（株）を創業。現在、同社代表取締役社長兼CEOを務める。 また、2012年4月から2017年3月まで早稲田大学商学学術院客員教授を務めた。

## 経歴

### 略歴
- 1957年7月10日 - 福岡県八幡市（現・北九州市）生まれ[2]
- 1982年3月 - 慶應義塾大学工学部卒業
- 1984年3月 - 慶應義塾大学大学院工学研究科修士課程修了[4]
- 1984年4月 - ソニー株式会社入社
- 1988年6月 - カリフォルニア工科大学大学院電気工学科修了
- 1997年9月 - ソニー VAIOデスクトップコンピューター部 統括部長
- 2001年4月 - ソニー ネットワークターミナルソリューションズカンパニー プレジデント
- 2003年4月 - ソニー ホームストレージカンパニー プレジデント
- 2004年11月　ソニー コネクトカンパニー コ・プレジデント
- 2006年3月 - ソニー株式会社退社
- 2007年4月 - Google入社
- 2009年1月 - Google日本法人代表取締役社長
- 2010年4月 - Google退社
- 2010年10月 -アレックス株式会社を設立。同社代表取締役社長兼CEO
- 2011年6月 - 「ALEXCIOUS（アレクシャス）」オープン
- 2012年9月 - 「COUNTDOWN（カウントダウン）」オープン

## 著書
- グーグルで必要なことは、みんなソニーが教えてくれた（2010年11月 新潮社）　ISBN 978-4103288213
- グーグルで必要なことは、みんなソニーが教えてくれた（2013年3月 新潮文庫）　ISBN 978-4101384610
- 成功体験はいらない（2014年6月 PHPビジネス新書）　ISBN 978-4569809137
- リーダーになる勇気（2016年1月 日本実業出版社）　ISBN 978-4534053404
- 「出る杭」は伸ばせ！なぜ日本からグーグルは生まれないのか？（2016年12月 文藝春秋）　ISBN 978-4163905754
- 日本再興のカギを握る「ソニーのDNA」（2018年4月 講談社）　ISBN 978-4062915236